# Ostrov – Die verlorene Insel
Ostrov – Die verlorene Insel ist ein Kinodokumentarfilm von Laurent Stoop und Svetlana Rodina, der im Frühjahr 2021 seine Weltpremiere im Internationalen Wettbewerb – Langfilme am Vision du Réel feierte und bei den Hot Docs 2021 in Kanada den Preis für den besten internationalen Dokumentarfilm gewann.

## Handlung
Der Film geht der Frage nach, weshalb eine offenbar große Mehrheit in Russland hinter Wladimir Putin steht. Als ein aktuelles Zeugnis beleuchtet dieser Dokumentarfilm den Einfluss der Propaganda in Russland auf die Bevölkerung. Er spielt auf einer verlorenen Insel im Kaspischen Meer, wo die Menschen seit dem Zerfall der Sowjetunion sich selbst überlassen sind. Nach der Auflösung der UdSSR wurde die ehemals gut funktionierende kollektive Fischerei verboten. Auf der Insel gibt es seitdem weder Gas noch Strom, weder legale Arbeitsplätze noch Ärzte. Für Iwan, Fischer in dritter Generation, gibt es nur eine Art, für seine Familie aufzukommen: den illegalen Fischfang. Berieselt von der Staatspropaganda im Fernsehen, glaubt Iwan dennoch daran, dass Putin alles für ihn und seine Familie richten könnte.
Erzählt werden u. a. die Ausfahrt zum Fischen, Szenen aus dem Leben von Anna, eine Hausdurchsuchung durch die Polizei, eine kleine Liebesgeschichte, Geschichtsunterricht über den Zweiten Weltkrieg, der Nationalfeiertag im Dorf und am Fernsehen, der Tod des Großvaters, der Überfall eines Heuschreckenschwarms, ein Brief von Dorfbewohnern an Putin und schließlich die Silvesterfeier im Kreis der Familie und Silvester im Fernsehen.

## Hintergrund
Die beiden Regisseure Svetlana Rodina und Laurent Stoop entwickelten mit Ostrov – Die verlorene Insel ihren zweiten Kinodokumentarfilm. Die Filmemachenden porträtieren darin den alltäglichen Kampf ums Überleben der Bewohner einer der vergessenen Inseln Russlands. Der Film ermöglicht nicht nur ein tieferes Verständnis der politischen Prozesse in Russland, sondern zielt auch auf eine tiefe universelle Sehnsucht: Den Wunsch, in der Heimat zu bleiben, auch wenn das Leben dort unmöglich erscheint. Trotz des Verbots gehen die Fischer auf Störjagd und versuchen dem Radar der Grenzsoldaten zu entgehen.
Der Film bietet eine Perspektive darauf, wie Menschen Propaganda erleben, die in einem korrupten System gefangen sind. Neben dem politischen Aspekt zeichnet der Film mit seinem einfühlsamen Blick auch ein berührendes Familienporträt seiner Protagonisten, die in ihrer kleinen Gemeinschaft an einem Gefühl der Hoffnung und an ihrer familiären Gemeinschaft festhalten.

## Produktion und Veröffentlichung
Der Film ist eine Produktion von DokLab, in Koproduktion mit Schweizer Radio und Fernsehen (SRF) und wurde gefördert von dem Bundesamt für Kultur, Berner Filmförderung, Cinéforom, Suissimage, Zürcher Filmstiftung, Aargauer Kuratorium, Succès Passage Antenne, Migros-Kulturprozent, Fondation Suisa, Alexis Victor Thalberg Stiftung und unterstützt von Swissfilms, Focal und Pitching du Réel 2019.
Die Uraufführung von Ostrov – Die verlorene Insel fand im Rahmen der Internationalen Spielfilmwettbewerb von Visions du Réel 2021 statt. Er wurde beim Hot Docs 2021 Dokumentarfilmfestival in den USA gezeigt, wo er den Preis für den besten internationalen Dokumentarfilm gewann. Unter dem internationalen Titel Ostrov – Lost Island wurde er auf mehr als 50 Festivals gezeigt. Der Film gewann unter anderem den Artdocfest Grand Prize und den Schweizer Filmpreis für den besten Dokumentarfilm. Der Schweizer Verleih Royal Film brachte den Film im Dezember 2021 in die Schweizer Kinos. Danach lief der Film im Schweizer Fernsehen (SRF/RTS) und in 3sat. In Folge wurde der Film weltweit auf VOD herausgebracht.

## Festivals und Auszeichnungen (Auswahl)
- Schweizer Filmpreis: Bester Dokumentarfilm[4]
- HotDocs, (Kanada): Best International Feature
- Visions du Réel (Schweiz): International Feature Film Competition
- Locarno Festival (Schweiz): Panorama Suisse
- Guanajuato Film Festival, (Mexiko): Int. Feature Documentary award
- El Gouna Film Festival (Ägypten): Silver Star and Humanity Award
- Berner Filmpreis (Schweiz)
- Laurel Branch Award (Russland): Best Feature
- ArtDocFest (Russland / Lettland): Grand Prize
- Cambden (USA): Special Jury Mention
- Pêcheurs de Monde Film Festival (Frankreich): Public, Jury, Jeunes[5]

## Pressezitate
- „Der Film nimmt den Zuschauer mit auf eine Reise, die ihm ein vollständigeres Bild des heutigen Russlands vermittelt, mit einem offenen Geist und einem offenen Herzen.“ (Irena Taskovski kommentiert “Ostrov – Die verlorene Insel” in Variety)
- „Ostrov – Die verlorene Insel ist ein eindrucksvolles Porträt einer gefährdeten russischen Gemeinschaft.“ (Carmen Gray für Modern Times)
- „In einer surrealen Atmosphäre, die an Science-Fiction erinnert, beobachtet Ostrov – Die verlorene Insel die Gesichter der Inselbewohner, um Geheimnisse zu entschlüsseln, die über Worte hinausgehen.“ (Giorgia Del Don in: Cineuropa)
- „Die Jury war von diesem wundervollen, einfühlsamen Film begeistert. Der Zugang, den die Filmemacher hatten, war beeindruckend und führte zu einem wahrhaft starken Filmerlebnis, das die alltägliche Realität der Menschen in Russland zeigt.“ (Die internationale Dokumentarfilm Jury Hot Docs 2021: Sheila Nevins (Executive Producer, MTV Networks); Kazuhiro Soda (Regisseur); Toni Kamau (Produzent))